# 데임

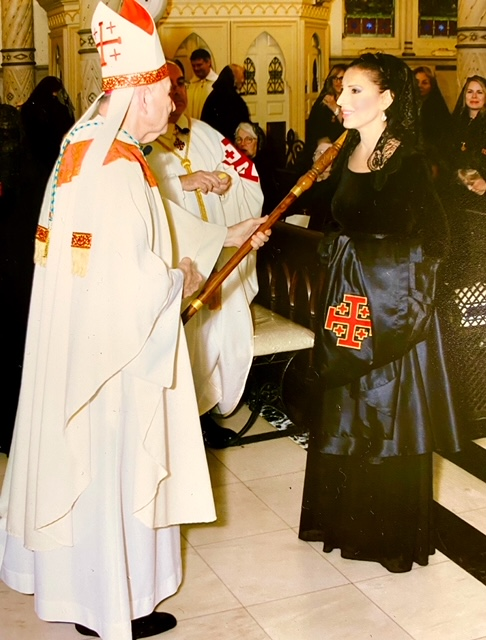
성묘 기사단 데임으로 임명된 루렛 러셀 그랜트.

데임(Dame)은 전통적으로 특정 기사단에 입회한 여성에게 부여되는 영국의 경칭이다. 이 칭호는 기사들이 사용하는 Sir의 여성에 해당한다. 남작부인들도 자체적으로 데임이라는 칭호를 사용한다.
성 요한 훈장, 성묘 훈장, 바스 훈장, 성 마이클 및 성 조지 훈장, 로열 빅토리아 훈장, 대영제국 훈장인 데임 커맨더 또는 데임 그랜드 크로스의 수훈을 받은 여성이 데임으로 불린다. 중앙유럽에서는 성 조지 훈장을 수여받은 여성들이 데임으로 불린다. 최하위 훈작사(기사단 입단을 수반하지 않는 기사 서임)의 제도는 여성에게는 없기 때문에, 데임이라고 불리는 여성은 모두 기사단에 입단하고 있다. 가터 훈장이나 시슬 훈장을 받은 여성에게는 데임이 아닌 레이디 칭호가 주어진다.
여성은 작위를 받더라도 훈장이나 메달을 받는 남성과 동일한 방식으로 모든 영예를 받으므로 “기사작”에 해당하는 여성용 단어는 없다.

## 역사
1381년 브르타뉴 공작 존 5세에 의해 프랑스에서 설립된 에르민 기사단은 여성을 받아들인 최초의 기사단이었다. 그러나 여기사단은 그 이전에도 세계 여러 곳에서 수세기 동안 존재했다. 남성 기사단과 마찬가지로 그들도 화려한 깃발이 휘날리며 일반적으로 문장을 달았다.
토너먼트에 참가한 여성들은 조안 아그네스 호톳(1378년생)을 포함해 여럿 있었다. 또한 여성들은 기사 작위와 밀접한 관련이 있는 특정 형태의 레갈리아를 채택했다.
남성 기사들과 달리 여성들이 중세 전투에 참여하거나 대대적인 병사들을 지휘하는 것은 사실상 상상할 수 없는 일이었지만, 예외도 있었다. 잔 다르크가 가장 유명하며, 또 다른 사례로는 웨일스의 공주 구엔리안 베르흐 그리퍼드가 있다. 일부는 갑옷을 입었고, 일부는 군대를 지휘했으며, 일부는 공식 기사단의 일원이었다. 롬바르디아의 가이타 공작부인(시켈가이타라고도 불림)는 전투에 완전한 갑옷을 입은 여성 중 한 명이었는데, 그녀는 노르만 용병 남편 로베르 기스카르 옆에서 말을 탔으며, 그녀는 그 자체로 기사였다. 레스터 백작부인 페트로닐라 드 그랑메닐은 사슬 갑옷을 입고 칼과 방패를 든 채 잉글랜드의 헨리 2세로부터 자신의 땅을 방어했다. 그녀와 남편은 1173년 헨리 2세에 대항하여 반란에 참여했다. 그러나 이것이 그들이 공식적으로 남성들처럼 기사 작위를 받았다는 것을 의미하지는 않는다.
이전에는 기사의 아내가 그녀의 이름 앞에 '데임'이라는 칭호를 부여받았지만, 이 사용법은 17세기에 '레이디'로 대체되었다.
기사 작위는 1917년 대영제국 훈장과 함께 도입되었으며, 이후 1936년 빅토리아 왕립 훈장, 세인트 마이클과 세인트 조지 훈장, 1971년 바스 훈장으로 확대되었다.
접두사는 소유자의 이름이나 전체 이름과 함께 사용되지만 성만 사용하는 경우는 없다. 이는 "Sir"와 동일한 사용 관습을 따른다.
잉글랜드 베네딕토회 수녀들은 다른 수녀들보다 더 우선하여 '데임'이라는 칭호를 받는다.
17세기부터 19세기까지 프랑스 루이지애나에서 데임은 "지역에서 실질적이거나 물질적인 지위를 지닌" 여성에게 부여된 칭호였다. 마찬가지로 1889년 프랑스에서는 “오랫동안 귀족 여성과 일반 시민을 구별하는 명예의 칭호”이자 과부에 대한 경칭이었다고 한다.